# 교마치온센역
교마치온센역(일본어: 京町温泉駅)은 일본 미야자키현 에비노시에 위치한 규슈 여객철도 깃토 선의 철도역이다. 섬식 승강장 1면 2선의 구조를 갖춘 지상역이다.

## 이용 현황
| 연도     | 하루 평균 | 연도     | 하루 평균 |
| 2002년도 | 174       | 2008년도 | 119       |
| 2003년도 |           | 2009년도 | 107       |
| 2004년도 | 136       | 2010년도 | 90        |
| 2005년도 | 117       | 2011년도 | 79        |
| 2006년도 | 120       | 2012년도 | 87        |
| 2007년도 | 116       |          |           |
| -------- | --------- | -------- | --------- |

## 역 주변
- 교마치 출장소
- 에비노 공립병원

## 역사
- 1912년 10월 1일 : 교마치역으로서 개업.
- 1962년
  - 현 역사 준공
  - 9월 20일 : 화물 영업 폐지.
- 1987년 4월 1일 : 일본국유철도 분할 민영화에 의해, 규슈 여객철도가 승계.
- 1990년 11월 1일 : 교마치온센역으로 개칭.

## 인접 역
| 깃토 선                | 깃토 선   | 깃토 선                |
| ---------------------- | --------- | ---------------------- |
| 쓰루마루 요시마쓰 방면 | ■ 깃토 선 | 에비노 미야코노조 방면 |